# Картузіанський монастир Монегрос
41°44′ пн. ш. 0°17′ зх. д. / 41.74° пн. ш. 0.29° зх. д.

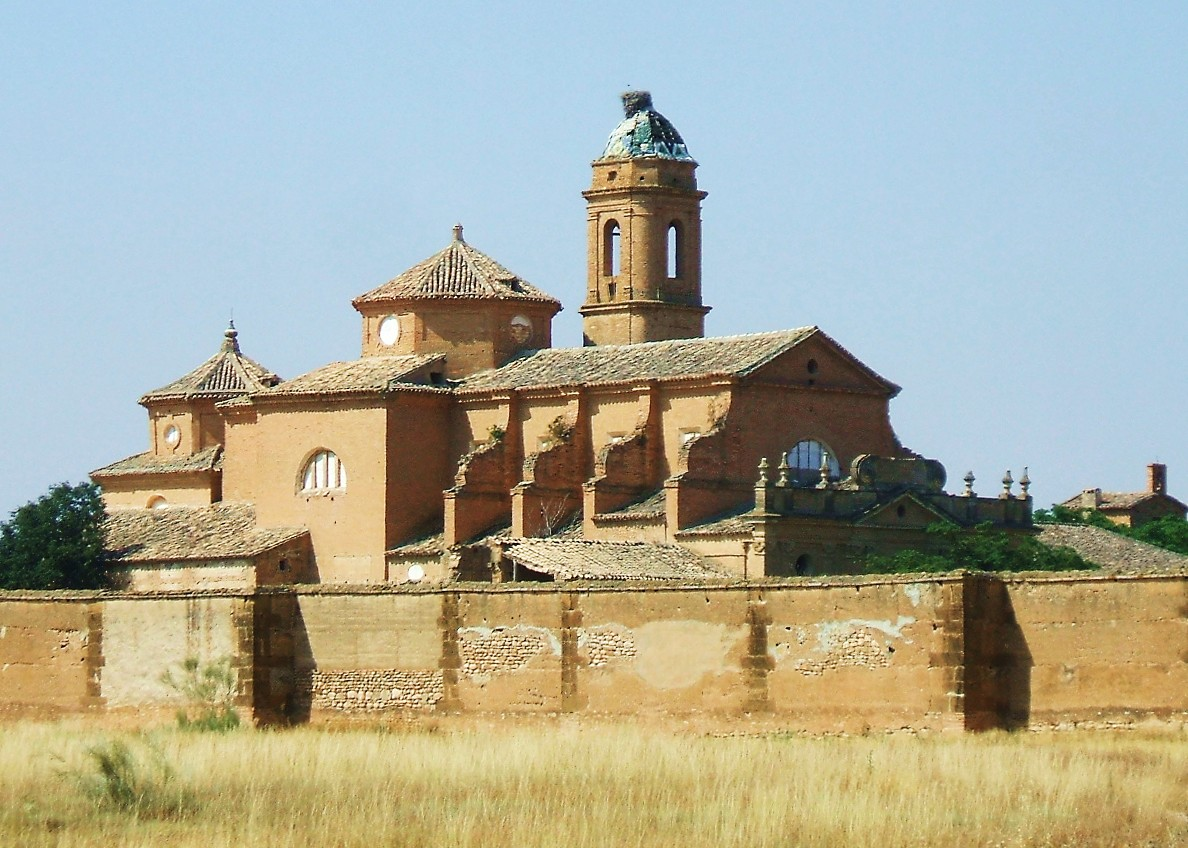
Чартерний будинок.

Nuestra Señora de las Fuentes (укр. Картузіанський монастир Монегрос, дос. «Нуестра Сігньора-де-Лас-Фуентес») — картузіанський монастир у місті Саринін, провінція Уеска, Арагон, Іспанія.
Побудована в стилі бароко, вона має велику серію релігійних картин в своєму інтер'єрі. Була заснована в 1507 році графами Састаго. Внутрішні стіни були прикрашені з 1770 по 1780 роки Мануелем Баєу, всього 250 фресок з яскравими фарбами. На картинах зображені сцени з Євангелій, житія святих, апостолів та інших релігійних сюжетів.